# Okay Airways
Okay Airways (chinesisch 奥凯航空公司, im Außenauftritt als OK Air) ist eine chinesische Fluggesellschaft mit Sitz in Tianjin und Basis auf dem Flughafen Tianjin.

## Geschichte
Okay Airways wurde im Juni 2004 gegründet. Ihr Erstflug fand am 11. März 2005 von Tianjin nach Changsha statt. Die Frachtflugzeuge werden als lokaler Partner der FedEx Express betrieben.
Ende Januar 2015 erhielt Okay Airways als erste chinesische Gesellschaft eine Boeing 737-900ER.

## Flugziele
Okay Airways verbindet 40 Ziele innerhalb Chinas miteinander.

## Flotte

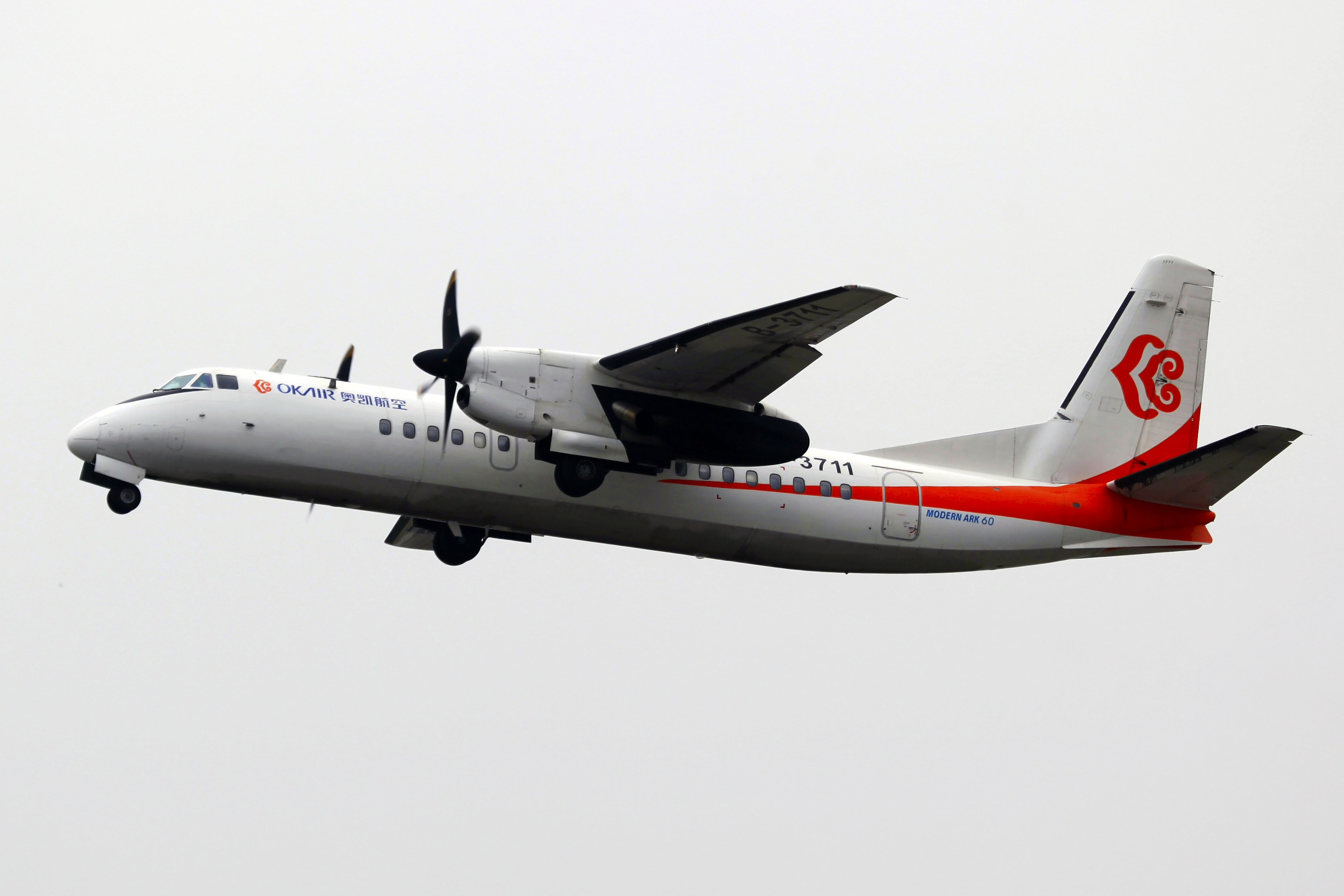
Xi’an MA60 der Okay Airways

Mit Stand Juli 2022 besteht die Flotte der Okay Airways aus 39 Flugzeugen mit einem Durchschnittsalter von 7,2 Jahren (Xi’an MA60 nicht eingerechnet):
| Flugzeugtyp       | aktiv | bestellt | Anmerkungen                                                                    | Alter     |
| ----------------- | ----- | -------- | ------------------------------------------------------------------------------ | --------- |
| Boeing 737-800    | 19    |          | zwei inaktiv; mit Winglets ausgestattet                                        | 8,4 Jahre |
| Boeing 737-900ER  | 06    |          | mit Winglets ausgestattet; Okay Airways ist Erstbetreiber dieses Typs in China | 6,1 Jahre |
| Boeing 737 Max 8  | 02    | 02       | zwei inaktiv                                                                   | 3,9 Jahre |
| Boeing 737 Max 9  |       | 03       |                                                                                |           |
| Boeing 737 Max 10 |       | 08       |                                                                                |           |
| Xi’an MA60        | 12    | 48       |                                                                                |           |
| Gesamt            | 39    | 61       |                                                                                |           |

Außerdem unterzeichnete Okay Airways eine Absichtserklärung für 5 787-9.